# 피나무
피나무(Tilia amurensis)는 낙엽이 지는 활엽교목으로서, 잎은 거의 원형으로 끝이 뾰족하며 어긋나고, 긴 잎자루를 가지고 있다. 6-7월경에 엷은 황색꽃이 산방꽃차례를 이루면서 잎겨드랑이에 달리는데, 꽃자루의 아랫부분에는 커다란 주걱 모양의 포엽이 생긴다. 한편, 꽃이 진 뒤에는 지름 5mm 정도의 털이 있는 공 모양의 열매가 달려 10월경이 되면 익는다. 주로 산허리 및 골짜기에서 자라며, 한국 각지에 분포하고 있다. 정원수로 심으며 재목은 기구재로 쓰인다.